# هنري وودز
هنري وودز (بالإنجليزية: Henry Woods)‏ هو محامي وسياسي أمريكي، ولد في 1764 في الولايات المتحدة، وتوفي في 1826 في نفس البلد. حزبياً، نشط في الحزب الفيدرالي الأمريكي. وقد انتخب عضو مجلس النواب الأمريكي.